# Мудрий Сергій Григорович
Сергі́й Григо́рович Му́дрий — сержант Збройних сил України, учасник російсько-української війни.

## Життєвий шлях
Його батько — Григорій Миколайович, по професії водій, мама — Валентина Петрівна, вихователька дитячого садка. Родина виростила трьох синів — Олександра, Сергія та Віктора, проживають у Любимівці Каховського району. Олександр відслужив строкову службу, по тому працював в селі. Пішов за контрактом до 79-ї Миколаївської повітряно-десантної бригади.
16 місяців виконував миротворчу місію в Ліберії. З березня 2014 року, по анексії Росією Криму — у складі бригади десантники зводили блок-пости на Чонгарі, в Скадовському та Чаплинському районах. На схід України з бригадою прибув в травні 2014 року. Майже півтора місяця перебували в оточенні біля Мар'їнки. Для виходу з «вогняного мішка» сержанта Мудрого призначено командиром розвідки. Загін усю ніч рухався, вранці наштовхнувся на засаду, вогонь вів БТР під російським прапором. Розвідники викликали вогонь на себе, за 10 хвилин відкрили вогонь українські артилеристи, вояки укрилися від осколків на цвинтарі. Розвідка ярами по тому дісталася до понтонної переправи. Отримавши дані, бійці другої роти капітана Вадима Зеленського вийшли з оточення, перебравшись на другий бік річки.
Брав участь у боях за Лиман, Ізварине, Савур-могилу, Голубі скелі (біля Дмитрівки Шахтарського району). В часі обстрілу з установки «Град» бойовиками близько уночі з 11 липня 2014-го українського блокпосту біля Зеленопілля з побратимами сержант Мудрий вдалося відтягнути 4 заповнені бензовози у безпечне місце. В кабіні «Урала» доставив до медчастини чотирьох поранених бійців.
О 6-й ранку 12 липня зателефонувала дружина Ірина, щоб повідомити, що у них народилася третя дитина — донечка Єва. Під час його перебування в короткотерміновій відпустці сільський голова Михайло Мотрюк повідомив, що сім'ї Мудрого буде виділено земельну ділянку.

## Нагороди
29 вересня 2014 року — за особисту мужність і героїзм, виявлені у захисті державного суверенітету та територіальної цілісності України, вірність військовій присязі під час російсько-української війни, відзначений — нагороджений орденом «За мужність» III ступеня.